# NGC 1625
NGC 1625 (również PGC 15654) – galaktyka spiralna z poprzeczką (SBb), znajdująca się w gwiazdozbiorze Erydanu. Odkrył ją John Herschel 24 listopada 1827 roku.